# Erika Blanc
Erika Blanc, född Enrica Bianchi Colombatto 23 juli 1942 i Brescia, Lombardiet, är en italiensk skådespelerska.

## Roller i urval
- 1966 – Django skjuter alltid först
- 1966 – Kill, Baby... Kill!
- 1967 – 10.000 dollar för sheriffen från Middletown
- 1969 – Io, Emmanuelle
- 1970 – Gräv din grav, Sabata kommer!
- 1976 – La portiera nuda
- 1983 – En midsommarnattsdröm
- 2005 – Cuore sacro